# La Palma, San Sebastián Tlacotepec
La Palma är en ort i Mexiko.   Den ligger i kommunen San Sebastián Tlacotepec och delstaten Puebla, i den sydöstra delen av landet, 270 km öster om huvudstaden Mexico City. La Palma ligger 471 meter över havet och antalet invånare är 152.
Terrängen runt La Palma är bergig åt sydväst, men åt nordost är den kuperad. Runt La Palma är det ganska tätbefolkat, med 58 invånare per kvadratkilometer. Närmaste större samhälle är San Martín Mazateopan, 2,4 km norr om La Palma. I omgivningarna runt La Palma växer i huvudsak städsegrön lövskog.